# Young Blood (EP)
Young Blood es el EP debut de la cantante y actriz Bea Miller.Fue lanzado el 22 de abril de 2014 por Syco Music y Hollywood Records. El EP is precedido por el primer sencillo «Young Blood» y debutó y alcanzó la posición No. 64 en el Billboard 200.

## Sencillos
El sencillo del EP "Young Blood" fue lanzado como el sencillo de debut de Miller el 22 de abril de 2014, el miesmo día del lanzamiento del EP. 
El video musical fue lanzado el 21 de julio de 2014 en el canal Vevo de Bea Miller.
El segundo sencillo "Fire N Gold" fue lanzado en la radio en febrero de 2015, se convirtió en un éxito, y fue certificado oro por RIAA al vender 500 000 copias.

## Comercial
Young Blood debutó en el No. 64 del Billboard 200.

## Lista de canciones
| N.º | Título        | Escritor(es)                                      | Duración |  |
| 1.  | «Young Blood» | Bea Miller Mike Del Rio Matt Parad Phoebe Ryan    | 3:39     |  |
| 2.  | «Enemy Fire»  | Busbee Meghan Kabir                               | 3:51     |  |
| 3.  | «Fire N Gold» | Nolan Sipe Freddy Wexler Jarrad Rogers            | 3:31     |  |
| 4.  | «Dracula»     | Miller Skyler Stonestreet Kara Dioguardi CJ Baran | 2:52     |  |

## Posicionamiento en listas
| Lista (2014)                 | Posición |
| ---------------------------- | -------- |
| Estados Unidos Billboard 200 | 64       |

## Historia de lanzamientos
| País           | Fecha               | Formato          | Discografía    | Ref.  |
| Estados Unidos | 22 de abril de 2014 | Descarga digital | Syco Hollywood | [ 6 ] |
| -------------- | ------------------- | ---------------- | -------------- | ----- |